# Luci Tarquici Flac
Luci Tarquici Flac (en llatí: Lucius Tarquitius Flaccus) va ser un magistrat romà del segle v aC. Formava part de la gens Tarquícia.
Va ser magister equitum del dictador Luci Quinti Cincinnat l'any 458 aC. Encara que era d'una família patrícia era personalment molt pobre, però destacava com a guerrer.